# مینکه بوی
مینکه بوی (انگلیسی: Minke Booij؛ زادهٔ ۲۴ ژانویهٔ ۱۹۷۷) بازیکن هاکی روی چمن اهل هلند بود.